# Larchetkarspitze
Larchetkarspitze är en bergstopp i Österrike.   Den ligger i distriktet Innsbruck-Land och förbundslandet Tyrolen, i den västra delen av landet, 400 km väster om huvudstaden Wien. Toppen på Larchetkarspitze är 2 541 meter över havet, eller 162 meter över den omgivande terrängen. Bredden vid basen är 0,94 km.
Terrängen runt Larchetkarspitze är huvudsakligen bergig, men åt sydväst är den kuperad. Runt Larchetkarspitze är det ganska tätbefolkat, med 166 invånare per kvadratkilometer.. Närmaste större samhälle är Innsbruck, 16,6 km söder om Larchetkarspitze. 
Trakten runt Larchetkarspitze består i huvudsak av gräsmarker.